# Thanatus rubicundus
Thanatus rubicundus là một loài nhện trong họ Philodromidae.
Loài này thuộc chi Thanatus. Thanatus rubicundus được Ludwig Carl Christian Koch miêu tả năm 1875.